# メリー・アックスマス
『メリー・アックスマス』(Merry Axemas) は、1997年10月に発表されたクリスマス・アルバム。スティーヴ・ヴァイが監修した作品で、ロック・ギタリスト達の演奏によるクリスマス・キャロルやクリスマス・ソングを収録している。

## 解説
ヴァイは1996年より本作の構想を練り、エアロスミス等のA&Rとして知られるジョン・カロドナーの協力を得て、参加ギタリストを選んだ。主にアメリカ人ギタリストが中心だが、イギリスのジェフ・ベック、カナダのアレックス・ライフソン、日本の布袋寅泰（本作での名義は「HOTEI」）も参加している。ブライアン・セッツァー・オーケストラによる「ジングル・ベル」は、フィル・ラモーンがプロデューサーを務めており、このヴァージョンは、前年の1996年に公開された映画『ジングル・オール・ザ・ウェイ』で使用されていた。
アメリカ盤は全曲ともカヴァーだが、日本盤のみポール・ギルバートのオリジナル曲「富士山クリスマス」が追加収録された。
1998年10月には、再びヴァイが監修した続編『メリー・アックスマス2』（Merry Axemas Vol.2）が発表された。同作のフィーチャリング・アーティストは、本作とは1人も重なっていない。

## 収録曲
特記なき楽曲は、各曲のフィーチャリング・ギタリスト自身がサウンド・プロデュースも担当。
1. 赤鼻のトナカイ - "Rudolf the Red-Nosed Reindeer"（ケニー・ウェイン・シェパード） - 3:58
  - プロデュース：ケニー・ウェイン・シェパード、Bill Pfordresher
2. 牧人ひつじを - "The First Nowell"（エリック・ジョンソン） - 3:39
3. アメージング・グレイス - "Amazing Grace"（ジェフ・ベック） - 3:14
4. ジングル・ベル - "Jungle Bells"（ブライアン・セッツァー・オーケストラ） - 2:19
  - プロデュース：フィル・ラモーン
5. きよしこの夜 - "Silent Night/Holy Night Jam"（ジョー・サトリアーニ） - 7:21
  - プロデュース：マイク・フレイザー
6. 諸人こぞりて - "Joy to the World"（スティーヴ・モーズ） - 4:30
7. クリスマス・タイム・イズ・ヒア - "Christmas Time Is Here"（スティーヴ・ヴァイ） - 4:21
8. ブルー・クリスマス - "Blue Christmas"（ジョー・ペリー） - 3:55
9. ザ・リトル・ドラマー・ボーイ - "The Little Drummer Boy"（アレックス・ライフソン） - 3:25
10. オー・ホーリー・ナイト - "Cantique de Noel (O Holy Night)"（リッチー・サンボラ） - 2:32
  - プロデュース：ドン・ウォズ、リッチー・サンボラ、リッチー・スパ
11. ハッピー・クリスマス - "Happy Xmas (War Is Over)"（HOTEI） - 4:49

### 日本盤ボーナス・トラック
1. 富士山クリスマス - "Mount Fuji Christmas"（ポール・ギルバート） - 3:20

アルバムの最後に、スティーヴ・ヴァイからのメッセージが6秒間収録されている。